# Toninho Baiano
Antônio Dias dos Santos, mais conhecido como Toninho ou Toninho Baiano (Vera Cruz, 7 de junho de 1948 — Salvador, 8 de dezembro de 1999), foi um futebolista brasileiro que atuou como lateral-direito.
Entre outros times, jogou no Fluminense e no Flamengo.

## Carreira
Toninho foi um lateral direito de muito fôlego, que subia constantemente ao ataque com piques pela direita e não fugia de divididas. Começou sua carreira no São Cristóvão-BA, como ponta esquerda, mas depois assumiu a lateral-direita, em virtude de uma contusão do titular desta posição no time. Estreou profissionalmente em 1967, jogando pelo Galícia, mas, três anos depois, veio a grande chance, quando acertou sua ida para o Fluminense, que pagou cem mil cruzeiros por seu passe.
Seu início no clube carioca não foi muito bom. Após um acidente de automóvel, que gerou muito interesse por parte da imprensa, ele foi sacado do time e, nas poucas vezes que entrava, não raro sentia dores ou cãibras. "Eu fui um deslumbrado que, no primeiro tombo, vacilou", lembraria, em 1973. Sob o comando do técnico Paulo Amaral, entretanto, tornou-se um jogador "polivalente", tendo jogado nas duas laterais e nas duas pontas. "O bom profissional joga onde o técnico manda", explicou o jogador, no início da experiência, em 1970. "Eu não estranho jogar na esquerda. Vou avançar do mesmo jeito e tentar o gol." Conquistou os títulos cariocas de 1971, 1973 e 1975, além do Torneio Roberto Gomes Pedrosa de 1970. Após a final de 1971, recebeu elogios de Carlos Alberto Torres, que deu declarações dizendo que via Toninho como seu substituto.
Sua saída do Fluminense, após cinco anos no clube e muitos títulos, foi precipitada por um atrito com o técnico Didi, que havia declarado que Toninho sofria de um "bloqueio mental": "Ele tem bloqueio mental. Digo uma coisa, ele diz que entendeu e no jogo faz tudo ao contrário." No início de 1976, Francisco Horta, presidente do Fluminense, promoveu um fantástico troca-troca de jogadores, entre os quatro grandes do Rio. Desta forma, Toninho e mais dois jogadores (Roberto e Zé Roberto), foram para o Flamengo, em troca de Rodrigues Neto, Doval, e Renato. Inicialmente perseguido pela torcida rubro-negra, que o culpava pela saída do ídolo Doval, Toninho acabou conquistando os torcedores. Mas além da admiração dos flamenguistas, em 1977, Toninho também já era visto como "um dos melhores laterais do país". Jogou quatro anos e meio no Flamengo, tendo participado da conquista do tricampeonato carioca de 1978, 1979 e 1979 (especial), além do título no Campeonato Brasileiro de 1980.
Durante sua estadia na Gávea, foi convocado para a Seleção Brasileira que disputou a Copa do Mundo de 1978, na Argentina. Titular absoluto, participou de todos os jogos (incluindo um jogo em que foi estranhamente escalado na ponta direita — na Seleção, ele só jogava na lateral), menos na decisão do terceiro lugar.
No ano seguinte, especulava-se se ele ainda seria o lateral da Seleção na Copa do Mundo de 1982, mas sua saída, em 1980, para o Al Nassr, da Arábia Saudita, fez com que essa possibilidade fosse esquecida. Deixou o clube árabe depois de "incidentes mal explicados sobre sua transferência para um outro clube do mesmo país" e voltou ao Brasil. Sem a liberação do passe pelo Al Nassr, que pedia o valor "astronômico" (à época) de um milhão de dólares, conseguiu uma liminar para defender o Bangu, mas esta foi cassada depois de apenas quatro jogos e ele foi obrigado a aposentar-se 1982, aos 34 anos de idade, passando a dedicar-se a sua loja de materiais de construção.
Em junho de 1979, Toninho defendeu a Seleção do Resto do Mundo da Fifa contra a Argentina em partida comemorativa pelo aniversário de um ano da conquista da Copa do Mundo de 1978.

## Títulos
Galícia-BA
- Campeonato Baiano: 1968

Fluminense
- Torneio Roberto Gomes Pedrosa: 1970
- Campeonato Carioca[11]: 1971, 1973, 1975
- Taça Guanabara: 1971, 1975
- Primeiro Turno do Campeonato Carioca: 1970
- Torneio José Macedo Aguiar: 1971
- Troféu Fadel Fadel (2ª Turno do Campeonato Carioca): 1972
- Taça Francisco Laport(2ª Turno do Campeonato Carica):1973
- Torneio Internacional de Verão do Rio de Janeiro: 1973

Flamengo
- Campeonato Brasileiro: 1980
- Campeonato Carioca[11]: 1978, 1979, 1979 (especial)
- Taça Prefeito Distrito Federal:1976
- Torneio Cidade de Cuiabá: 1976
- Taça Guanabara: 1978,1979,1980
- Taça Rio: 1978
- Troféu Cidade de Palma de Mallorca: 1978
- Taça Luiz Aranha: 1979
- Taça Jorge Frias de Paula: 1979
- Taça Innocêncio Pereira Leal: 1979
- Taça Organizações Globo: 1979
- Troféu Ramón de Carranza: 1979,1980
- Troféu Santander: 1980
- Liga Arábia Saudita: 1981
- Copa da Arábia Saudita: 1981